# Cubry-lès-Faverney
Cubry-lès-Faverney là một xã thuộc tỉnh Haute-Saône trong vùng Bourgogne-Franche-Comté phía đông nước Pháp.